# پاسباگ
پاسباگ (به لاتین: Pasbage Korale Divisional Secretariat) یک منطقهٔ مسکونی در سری‌لانکا است که در ناحیه کندی واقع شده‌است.